# Франчениј де Пиатра (Салаж)
Франчениј де Пиатра (рум. Frâncenii de Piatră) насеље је у Румунији у округу Салаж у општини Галгау. Oпштина се налази на надморској висини од 376 m.

## Становништво
Према подацима из 2002. године у насељу је живело 19 становника, од којих су сви румунске националности.